# Sid Meier's Civilization IV: Colonization
Sid Meier's Civilization IV: Colonization is een remake van de originele Sid Meier's Colonization. De originele versie kwam uit in 1994, de vernieuwde in 2008. De nieuwe versie gebruikt, zoals de naam aangeeft, de "engine" van Sid Meier's Civilization IV, maar het is geen uitbreidingspakket, men heeft Civilization IV niet nodig om Colonization te kunnen spelen.
Net zoals in de originele versie is de speler een van de belangrijke leiders van de kolonisten en werkt onder de Franse, Nederlandse, Engelse of Spaanse vlag. Elk van deze landen heeft twee leiders, met elk hun eigen kenmerken. De bedoeling van het spel is om de Nieuwe Wereld te koloniseren en uiteindelijk de onafhankelijkheid te verklaren. Wanneer de speler zijn onafhankelijkheid uitroept, stuurt de koning van zijn land troepen. De speler moet die troepen verslaan om het spel uiteindelijk te winnen.
De versie voor Windows is op 22 september 2008 uitgekomen, een versie voor de Mac OS X is inmiddels ook verschenen op Valve's softwareplatform Steam.

## Gameplay
De gameplay is ongeveer hetzelfde gebleven als in de oorspronkelijke versie op een aantal details na.

### Economie
De economie binnen het spel is gebaseerd op vraag en aanbod. De economie is zeer belangrijk, omdat de speler geld nodig heeft om alles te financieren. De nederzettingen, nieuwe gebouwen daarin, het bouwen van verbeteringen rond de stad, het kopen van land, het kost allemaal veel geld. Daarom is het belangrijk dat de speler handel voert met Europa, dat kan op vele manieren. De speler kan gewoon onbewerkte materialen ontginnen zoals ijzererts, hout, suiker, etc. en die meteen verschepen naar Europa. De speler kan ook voor de luxegoederen gaan, zilver is hiervan een goed voorbeeld. Zilver is niet te bewerken, maar is wel veel geld waard als een onbewerkt materiaal. De speler kan ook de keuze maken materialen te bewerken, zoals bijvoorbeeld van katoen stoffen te maken, of van ijzer gereedschappen en daarvan weer wapens. Die eindproducten zijn vanzelfsprekend veel meer waard in Europa. De speler kan er ook voor kiezen om zich te concentreren op schatten, die zeer veel geld waard zijn als die ze vindt en naar Europa verscheept.
Op al de bovengenoemde manieren kan de speler geld verdienen om zijn rijk uit te bereiden en zo misschien het spel te winnen.

### Founding Fathers
Tijdens het spel ontvangt de speler bepaalde punten, dat zijn politieke, religieuze, exploratieve, handels- en militaire punten. Wanneer men genoeg van een aantal van deze punten hebt, kan een Founding Father zich aanbieden. Founding Fathers zijn belangrijke personen zoals Benjamin Franklin of Hernan Cortez. Wanneer ze bij de speler komen, leveren ze een voordeel op, dit kan een economisch voordeel zijn, zoals meer geld krijgen bij handel met Europa, of een ander soort voordeel. Ook belangrijk is dat elke Founding Father zich maar bij één land kan aansluiten. Als Benjamin Franklin zich dus bijvoorbeeld al heeft aangesloten bij een ander land, heeft de speler geen kans meer om deze nog voor zich te winnen.

### Revolutie
Wanneer een speler zijn volk overtuigd heeft dat een revolutie nodig is, kan hij de onafhankelijkheid uitroepen. Het volk overtuigen gebeurt door het produceren van vrijheidsklokken, wat de inwoners van een stad aanzet tot rebellie. Alleen burgers die in de stad verblijven kunnen worden beïnvloed, een soldaat die de stad verdedigt niet, evenmin iemand die op de dokken in Europa staat te wachten. Wanneer de speler meer dan 50% van zijn volk, inclusief diegenen die niet in een stad verblijven, heeft overtuigd dat een revolutie nodig is, kan hij die uitroepen. Dan zal de koning zijn Koninklijke Expeditieleger sturen, dat in de loop van het spel is uitgebreid vanwege de toenemende hang naar revolutie. Het doel van het spel is om deze troepen te verslaan. Men hoeft daarbij alleen de landtroepen te verslaan. De schepen kan men normaal gezien niet verslaan omdat de koning veel krachtiger schepen ter beschikking heeft.

### Leiders en hun landen
Wanneer de speler een spel begint in Colonization, moet hij kiezen tussen vier landen en bij elk van deze landen uit nog eens twee leiders. Weliswaar zijn er in totaal 20 leiders, maar de speler kan niet spelen als een leider van een indianenstam of als een koning.
| Land               | Kenmerk van Land | Leider                      | Kenmerk van Leider |
| ------------------ | --- | --------------------------- | --- |
| Nieuw-Engeland     | Tolerant: 25% minder kruisen benodigd voor immigratie | John Adams                  | Libertarian: 25% meer vrijheidsklokken in alle nederzettingen |
| Nieuw-Engeland     | Tolerant: 25% minder kruisen benodigd voor immigratie | George Washington           | Disciplined: 50% minder bewapening benodigd voor soldaten |
| Nieuw-Frankrijk    | Cooperative: Indianen zijn toleranter betreffende territoriale zaken, 50% minder tijd benodigd door te brengen bij de indianen om een nieuwe vaardigheid te leren | Samuel de Champlain         | Enterprising: 100% meer indianen worden bekeerd door missies |
| Nieuw-Frankrijk    | Cooperative: Indianen zijn toleranter betreffende territoriale zaken, 50% minder tijd benodigd door te brengen bij de indianen om een nieuwe vaardigheid te leren | Louis de Buade de Frontenac | Militaristic: Gratis promotie "Grenadier I" voor "Mounted" en "Gunpowder" units                                                                                               |
| Nieuwe-Nederlanden | Mercantile: Marktprijzen zijn minder gevoelig | Adriaen van der Donck       | Charismatic: 100% meer tijd tussen belastingsverhogingen |
| Nieuwe-Nederlanden | Mercantile: Marktprijzen zijn minder gevoelig | Peter Stuyvesant            | Industrious: 25% meer hamers in alle nederzettingen |
| Nieuw-Spanje       | Conquistador: 25% meer "strength" in gevechten met indianen | Simon Bolivar               | Determined: 100% meer effect van vrijheidsklokken op rebellie |
| Nieuw-Spanje       | Conquistador: 25% meer "strength" in gevechten met indianen | Jose de San Martin          | Resourceful: 50% minder ervaringspunten benodigd voor promoties |
| Apache             | Impressionable: 100% meer indianen worden bekeerd door missies, gratis promotie "Grenadier I" voor "Mounted" en "Gunpowder" units                                 | Mangas Coloradas            | Indulgent: 50% minder kosten om land te kopen, gratis promotie "Formation" voor "Mounted", "Melee" en "Gunpowder" units                                                       |
| Arawak             | Impressionable: 100% meer indianen worden bekeerd door missies, gratis promotie "Grenadier I" voor "Mounted" en "Gunpowder" units                                 | Agueybana                   | Gracious: 100% meer goud bij eerste Europese contact, gratis promotie "Ranger I" voor "Mounted", "Melee" en "Gunpowder" units                                                 |
| Aztec              | Prosperous: 300% meer schatten wanneer een nederzetting veroverd wordt, gratis promotie "Minuteman I" voor "Mounted", "Melee" en "Gunpowder" units                | Montezuma                   | Gracious: 100% meer goud bij eerste Europese contact, gratis promotie "Ranger I" voor "Mounted", "Melee" en "Gunpowder" units                                                 |
| Cherokee           | Impressionable: 100% meer indianen worden bekeerd door missies, gratis promotie "Grenadier I" voor "Mounted" en "Gunpowder" units                                 | Oconostota                  | Gracious: 100% meer goud bij eerste Europese contact, gratis promotie "Ranger I" voor "Mounted", "Melee" en "Gunpowder" units                                                 |
| Inca               | Prosperous: 300% meer schatten wanneer een nederzetting veroverd wordt, gratis promotie "Minuteman I" voor "Mounted", "Melee" en "Gunpowder" units                | Huayna Capac                | Mentor: 50% minder tijd benodigd door te brengen bij de indianen om een nieuwe "skill" te leren, gratis promotie "Mountaineer I" voor "Mounted", "Melee" en "Gunpowder" units |
| Iroquois           | Indulgent: 50% minder kosten om land te kopen, gratis promotie "Formation" voor "Mounted", "Melee" en "Gunpowder" units                                           | Logan                       | Mentor: 50% minder tijd benodigd door te brengen bij de indianen om een nieuwe "skill" te leren, gratis promotie "Mountaineer I" voor "Mounted", "Melee" en "Gunpowder" units |
| Sioux              | Impressionable: 100% meer indianen worden bekeerd door missies, gratis promotie "Grenadier I" voor "Mounted" en "Gunpowder" units                                 | Sitting Bull                | Mentor: 50% minder tijd benodigd door te brengen bij de indianen om een nieuwe "skill" te leren, gratis promotie "Mountaineer I" voor "Mounted", "Melee" en "Gunpowder" units |
| Tupi               | Prosperous: 300% meer schatten wanneer een nederzetting veroverd wordt, gratis promotie "Minuteman I" voor "Mounted", "Melee" en "Gunpowder" units                | Cunhambebe                  | Indulgent: 50% minder kosten om land te kopen, gratis promotie "Formation" voor "Mounted", "Melee" en "Gunpowder" units                                                       |
| Engeland           | - | George III                  | - |
| Frankrijk          | - | Lodewijk XIV                | - |
| Nederlanden        | - | Willem van Oranje           | - |
| Spanje             | - | Karel V                     | - |

Een speler kan alleen spelen als een leider van een van de overzeese gebiedsdelen: Nieuw-Engeland, Nieuw-Frankrijk, Nieuwe-Nederlanden, Nieuw-Spanje. De andere leiders zijn AI's, die dus door de computer worden gespeeld.

## Singleplayer en multiplayer
Er is in wezen niet erg veel verschil tussen een singleplayerspel en een multiplayerspel in Colonization. Dit komt voornamelijk doordat er geen campagne is, zoals in de meeste andere spellen wel het geval is. Een singleplayerspel is eigenlijk hetzelfde als een multiplayerspel, met als enige verschil dat in singleplayer de andere spelers vervangen worden door AI's, ofwel door de computer worden gespeeld.

## Customization
Zoals in alle ander Civilization IV-spellen wordt Colonization geleverd in een makkelijk te bewerken formaat. Het programma is geschreven in Python, en alle spelinfo is opgeslagen in XML. Vooral XML is zeer makkelijk te bewerken, zodat een speler zijn eigen scenario of mod kan maken. Op die manier is een heel groot deel van Colonization eigenlijk ontworpen door de spelers zelf.
Civilization · II (Conflicts in Civilization · Fantastic Worlds · Test of Time)  ·  III (Play the World · Conquests) · IV · (Warlords · Beyond The Sword) · Colonization · Revolution · V (Gods & Kings · Brave New World) · World · Revolution 2 · Beyond Earth (Rising Tide) · VI · (Rise and Fall · Gathering Storm) · VII